# Critical Reviews in Microbiology
Critical Reviews in Microbiology è una rivista accademica internazionale sottoposta a revisione paritaria, che pubblica articoli di revisione completi che coprono tutte le aree della microbiologia medica. Le aree trattate dalla rivista includono: batteriologia, virologia, genetica microbica, epidemiologia e diagnostica microbiologica. È pubblicata dalla Taylor & Francis.
I revisori della rivista indagano le seguenti discipline:
- biologia molecolare
- genetica microbica
- fisiologia microbica
- biochimica microbica
- struttura microbica
- microbiologia medica
- epidemiologia
- salute pubblica
- microbiologia diagnostica.

Critical Reviews in Microbiology pubblica 4 numeri all'anno, simultaneamente in edizione a stampa e online.
Gli abbonati all'edizione elettronica di Critical Reviews in Microbiology ricevono l'accesso all'archivio online, che risale al 1971, come parte del loro abbonamento.
Al 2024, il fattore di impatto è pari a 6.